# ایستاروکسیم
ایستاروکسیم (انگلیسی: Istaroxime) ایستاروکسیم یک داروی پژوهشی در حال توسعه برای درمان نارسایی حاد قلبی غیر جبرانی است.

## نارسایی قلبی
ایستاروکسیم درمان نارسایی قلبی سیستولیک و دیاستولیک است.
- نارسایی سیستولیک قلب با اختلال در تخلیه بطن مشخص می‌شود که به دلیل کاهش انقباض ایجاد می‌شود.[۲]

- اختلال عملکرد دیاستولیک با پر شدن معیوب بطن، ناشی از ناتوانی قلب در استراحت مناسب بین ضربان‌ها تعریف می‌شود.

شار کلسیم داخل سلولی هم انقباض و هم آرامش را تنظیم می‌کند.  سلول‌های عضلانی قلب بیماران مبتلا به نارسایی قلبی مقادیر کمتری از حداکثر کلسیم را در سیتوپلاسم خود در طول انقباض نشان می‌دهند و کندتر برداشته می‌شوند. استفاده نادرست از کلسیم درون سلولی اغلب به دلیل مشکلات در توانایی سلول‌ها برای واسطه‌گری هجوم کلسیم و جذب مجدد کلسیم در شبکه سارکوپلاسمی است.

## مکانیسم عمل
ایستاروکسیم یک عامل اینوتروپیک مثبت است که اثر خود را از طریق مهار سدیم/پتاسیم آدنوزین تری فسفاتاز (Na+/K+ ATPase) واسطه می‌کند. مهار Na+/K+ ATPase سطوح سدیم درون سلولی را افزایش می‌دهد، که نیروی محرکه مبدل سدیم/کلسیم را معکوس می‌کند، اکستروژن کلسیم را مهار می‌کند و احتمالاً ورود کلسیم را تسهیل می‌کند.
افزون بر این، ایستاروکسیم با بهبود کارایی که از طریق آن کلسیم داخل سلولی باعث آزادسازی کلسیم شبکه سارکوپلاسمی می‌شود و با تسریع وضعیت غیرفعال شدن کانال‌های کلسیم نوع L، که امکان هجوم کلسیم را فراهم می‌کند، کلسیم داخل سلولی را افزایش می‌دهد.  تغییرات در مدیریت کلسیم با هم باعث افزایش انقباض سلولی می‌شود.

## کاربرد
کارآزمایی‌های بالینی نشان می‌دهند که ایستاروکسیم کسر دفعی، حجم ضربه و فشار خون سیستولیک را بهبود می‌بخشد و در عین حال پر شدن بطن را نیز افزایش می‌دهد. این دارو همچنین ضربان قلب و سفتی دیاستولیک بطنی را کاهش می‌دهد. بر خلاف درمان‌های اینوتروپیک موجود، ایستاروکسیم ممکن است به تجمع کلسیم سیتوزولی اجازه دهد و در عین حال از حالت پیش آریتمی جلوگیری کند.